# Sechselberg
Sechselberg ist ein Dorf und seit 1971 ein Teilort der Gemeinde Althütte im Rems-Murr-Kreis in Baden-Württemberg.

## Geographie
Sechselberg liegt im Naturpark Schwäbisch-Fränkischer Wald. Es befindet sich am und auf dem Nord- bis Westhang des höchsten Berges im Murrhardter Wald – dem Hohenstein (572,7 m ü. NHN). 

### Gliederung der Altgemeinde
Zur Altgemeinde Sechselberg gehören das Dorf Sechselberg, die Weiler Fautspach, Gallenhof, Hörschhof, Schlichenhöfle, Schlichenweiler und Waldenweiler, die Höfe Glaitenhof, Hörschhofer Sägmühle und der Wohnplatz Rottmannsberger Sägmühle.
Auf Sechselbergs Gemarkung lag bei Fautspach die abgegangene Fautspacher Mühle.

## Geschichte

### Mittelalter
Sechselberg wurde bereits 1027 als Sassenberch in einer Schenkungsurkunde des Kaisers Konrad II. erwähnt, worin er dem Würzburger Bischof Meginhard I. und dessen Bistum Würzburg einen Reichswald bei Murrhardt schenkte. Der Ortsname Sechselberg wird auf eine zwangsweise Ansiedlung kriegsgefangener Sachsen durch Karl den Großen um das Jahr 800 zurückgeführt. Im 14. Jahrhundert wurde das Dorf württembergisch, nachdem es sich zuvor vermutlich in Besitz der Herren von Ebersberg befunden hatte.

### Neuzeit
Im Dreißigjährigen Krieg hatte Sechselberg unter Einquartierungen, Plünderungen und Seuchen zu leiden. Hatte Sechselberg im Jahre 1626 noch 97 Einwohner, so war der Ort 1641 nur noch von 15 Seelen bewohnt. Nach dem Westfälischen Frieden 1648 ging der Wiederaufbau nur schleppend voran. 1654 zählte man 26 Einwohner. Bis zum Ende des 17. Jahrhunderts hatte sich die Bevölkerung in Sechselberg nicht erholen können. 1684 zählte man in Sechselberg 60 Einwohner und 1692 waren es 72.
Als selbstständige Gemeinde wurde Sechselberg im Jahre 1819 eingerichtet. Im selben Jahr wurden Fautspach und Waldenweiler mit Schlichenweiler eingemeindet. Der Ort war bis 1918 Bestandteil des Königreichs Württemberg, seit 1918 des freien Volksstaates Württemberg.

### Erster Weltkrieg
Im Ersten Weltkrieg hatte Sechselberg 42 Gefallene und Vermisste. Das Kriegerdenkmal ist eine große Stehle aus dunklem Naturstein mit drei Kreuzen. Es trägt die Inschrift Gott sprach das große Amen.

### Zweiter Weltkrieg
Im März 1944 entging Sechselberg zum ersten Mal in seiner Geschichte der Zerstörung, als ein schwer beschädigter britischer Bomber am Berg Hohenstein in den Wald stürzte und in Flammen aufging. Glücklicherweise hatte das Flugzeug seine Bomben schon abgeworfen. Die Besatzung von 8 Mann hatte den Bomber nicht mehr verlassen können. Sie wurden auf dem Sechselberger Friedhof beerdigt. Nach dem Krieg wurden sie exhumiert und auf einen Soldatenfriedhof überführt.
Im April 1945 hielten sich Teile der 519. deutschen Panzerjägerabteilung in Sechselberg und Althütte auf. Am 19. April 1945 verließen sie das Dorf Richtung Ulm. Am Abend des 19. April erreichten US-Truppen Sechselberg und besetzten um 21 Uhr zunächst die Rottmannsberger Sägmühle. Am Morgen des 20. April marschierten amerikanische Soldaten nach Sechselberg ein.

### Nachkriegszeit
Von 1945 bis 1952 von Württemberg-Baden. Verwaltungsmäßig gehörte Sechselberg dem Oberamt Backnang an, seit 1938 dem Landkreis Backnang und wurde am 1. Juli 1971 nach Althütte eingemeindet.
Am 24. Februar 1981 entging Sechselberg zum zweiten Mal in seiner Geschichte der Zerstörung, als der Motor eines Pershing-IA-Sattelzugs in Flammen aufging. In Folge brannten beide Stufen der geladenen Rakete ab, einzelne Teile wurde mehrere 100 Meter weit geschleudert. Der Ort wurde vorübergehend evakuiert.

### Bevölkerungsentwicklung
| - 1626: 97 - 1641: 15 - 1654: 26 - 1684: 60 - 1692: 72 - 1810: 322 - 1828: 759 | - 1852: 798 - 1871: 774 - 1880: 764 - 1890: 773 - 1900: 688 - 1910: 684 - 1925: 619 | - 1933: 617 - 1939: 571 - 1950: 733 - 1956: 669 - 1961: 727 - 1970: 824 |

Jeweils Volkszählungsergebnisse. Die Zahlen beziehen sich auf das Gemeindegebiet mit Gebietsstand vom 27. Mai 1970.

## Politik

### Schultheißen und Bürgermeister
Im ländlichen Württemberg stellten die wohlhabenden und angesehenen Landwirte zumeist die Schultheißen, die man umgangssprachlich auch Bauraschultes (Bauernschultheiß) nannte. Erst 1930 wurde in Württemberg die Amtsbezeichnung Schultheiß amtlich durch Bürgermeister ersetzt.
Liste der Schultheißen und Bürgermeister (unvollständig; Amtszeiten oft unklar):
- 1810: Gottlieb Schaaf[10]
- 1877: Memminger[12]
- 1908: Gottlieb Laurösch[13]

## Persönlichkeiten

### Mit dem Ort verbundene Personen
- Erich Schumm (1907–1979), Unternehmer und Erfinder von Esbit.